# Fase geomètrica

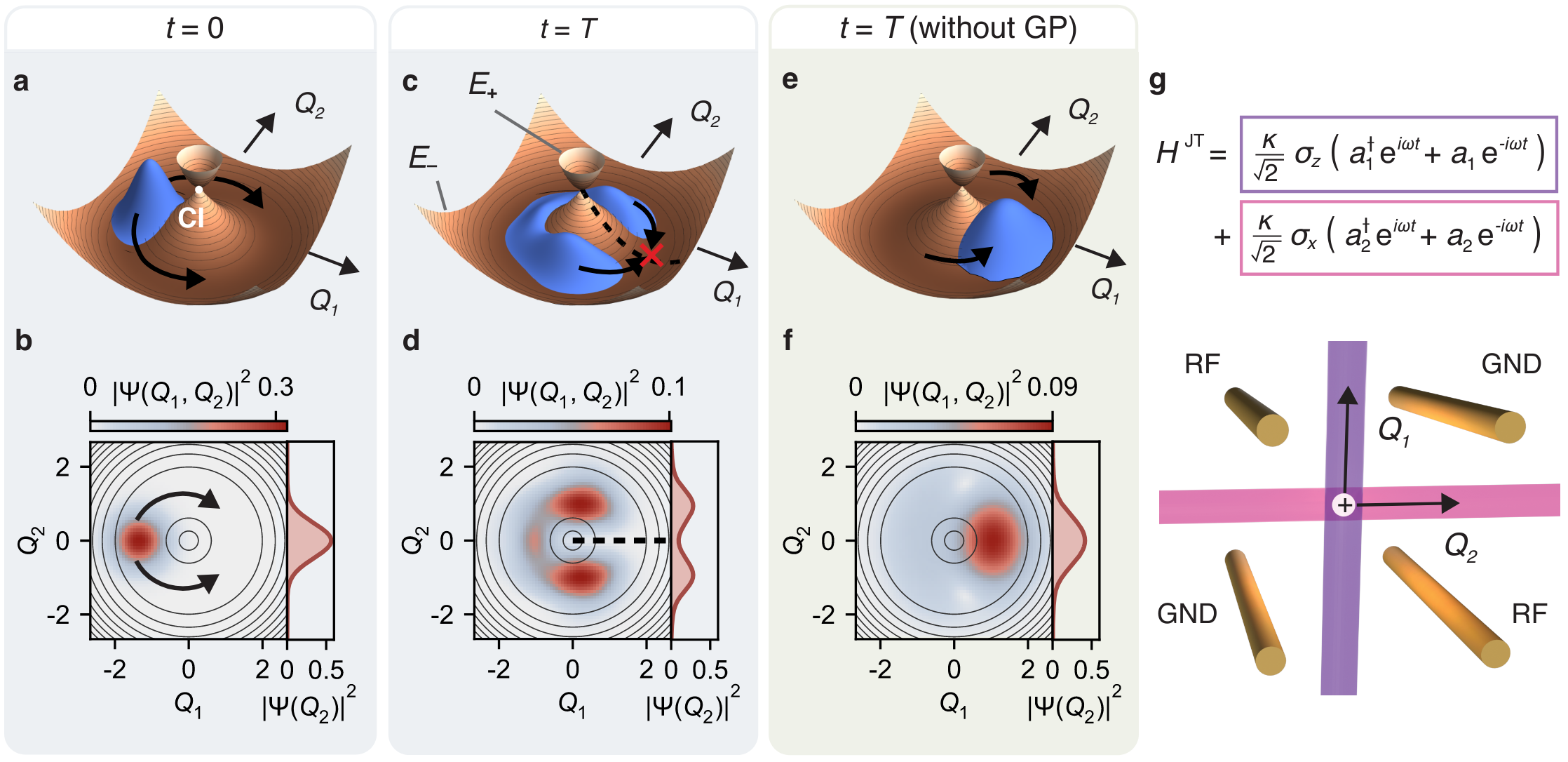
Detecció directa d'una fase geomètrica mitjançant interferències de paquets d'ona

En mecànica clàssica i quàntica, la fase geomètrica és una diferència de fase adquirida al llarg d'un cicle, quan un sistema està sotmès a processos adiabàtics cíclics, que resulta de les propietats geomètriques de l'espai de paràmetres de l'Hamiltonià. El fenomen va ser descobert independentment per S. Pancharatnam (1956), en òptica clàssica i per H. C. Longuet-Higgins (1958) en física molecular; va ser generalitzat per Michael Berry en (1984). També es coneix com a fase Pancharatnam-Berry, fase Pancharatnam o fase Berry. Es pot veure en la intersecció cònica de superfícies d'energia potencial i en l'efecte Aharonov–Bohm. La fase geomètrica al voltant de la intersecció cònica que implica l'estat electrònic fonamental de l'ió molecular C6H3F3+ es discuteix a les pàgines 385–386 del llibre de text de Bunker i Jensen. En el cas de l'efecte Aharonov-Bohm, el paràmetre adiabàtic és el camp magnètic tancat per dos camins d'interferència, i és cíclic en el sentit que aquests dos camins formen un bucle. En el cas de la intersecció cònica, els paràmetres adiabàtics són les coordenades moleculars. A part de la mecànica quàntica, sorgeix en una varietat d'altres sistemes d'ones, com l'òptica clàssica. Com a regla general, pot ocórrer sempre que hi hagi almenys dos paràmetres que caracteritzen una ona al voltant d'algun tipus de singularitat o forat en la topologia; calen dos paràmetres perquè el conjunt d'estats no singulars no es connectarà simplement o hi haurà holonomia diferent de zero.
Les ones es caracteritzen per l'amplitud i la fase, i poden variar en funció d'aquests paràmetres. La fase geomètrica es produeix quan els dos paràmetres es canvien simultàniament però molt lentament (adiabàticament), i finalment es tornen a la configuració inicial. En mecànica quàntica, això podria implicar rotacions però també translacions de partícules, que aparentment es desfereixen al final. Es podria esperar que les ones del sistema tornin a l'estat inicial, caracteritzat per les amplituds i les fases (i tenint en compte el pas del temps). No obstant això, si les excursions dels paràmetres corresponen a un bucle en lloc d'una variació d'anada i tornada autorrecorrent, aleshores és possible que els estats inicial i final difereixen en les seves fases. Aquesta diferència de fase és la fase geomètrica, i la seva aparició normalment indica que la dependència dels paràmetres del sistema és singular (el seu estat no està definit) per a alguna combinació de paràmetres.
Per mesurar la fase geomètrica en un sistema d'ones, cal un experiment d'interferència. El pèndol de Foucault és un exemple de la mecànica clàssica que de vegades s'utilitza per il·lustrar la fase geomètrica. Aquest anàleg de la mecànica de la fase geomètrica es coneix com l'angle de Hannay.

## Fase Berry en mecànica quàntica
En un sistema quàntic a l'n-è estat propi, una evolució adiabàtica de l'Hamiltonià fa que el sistema es mantingui en l'n-è estat propi de l'Hamiltonià, alhora que s'obté un factor de fase. La fase obtinguda té una contribució de l'evolució temporal de l'estat i una altra de la variació de l'estat propi amb l'hamiltonià canviant. El segon terme correspon a la fase de Berry, i per a les variacions no cícliques de l'Hamiltonià es pot fer desaparèixer mitjançant una tria diferent de la fase associada als estats propis de l'Hamiltonià en cada punt de l'evolució.

## Exemples de fases geomètriques

### Pèndol de Foucault
Un dels exemples més fàcils és el pèndol de Foucault. Una explicació fàcil en termes de fases geomètriques la donen Wilczek i Shapere:
«Com passa el pèndol quan es fa per un camí general C? Per al transport al llarg de l'equador, el pèndol no precedirà. […] Ara si C està format per segments geodèsics, la precessió vindrà tota dels angles on es troben els segments de les geodèsiques; la precessió total és igual a l'angle de dèficit net que al seu torn és igual a l'angle sòlid tancat per C mòdul 2π. Finalment, podem aproximar qualsevol bucle mitjançant una seqüència de segments geodèsics, de manera que el resultat més general (a dins o fora de la superfície de l'esfera) és que la precessió neta és igual a l'angle sòlid tancat. »
Per dir-ho amb altres paraules, no hi ha forces inercials que puguin fer precedir el pèndol, de manera que la precessió (relativa a la direcció del moviment de la trajectòria per on es porta el pèndol) es deu totalment al gir d'aquest camí. Així, l'orientació del pèndol experimenta un transport paral·lel. Per al pèndol de Foucault original, el camí és un cercle de latitud, i pel teorema de Gauss-Bonnet, el canvi de fase ve donat per l'angle sòlid tancat.

### Llum polaritzada en una fibra òptica
Un segon exemple és la llum polaritzada linealment que entra en una fibra òptica monomode. Suposem que la fibra traça algun camí a l'espai i que la llum surt de la fibra en la mateixa direcció en què va entrar. A continuació, compareu les polaritzacions inicial i final. En l'aproximació semiclàssica, la fibra funciona com una guia d'ones, i el moment de la llum és tangent a la fibra en tot moment. La polarització es pot pensar com una orientació perpendicular al moment. A mesura que la fibra traça el seu camí, el vector d'impuls de la llum traça un camí a l'esfera a l'espai d'impuls. El camí està tancat, ja que les direccions inicial i final de la llum coincideixen, i la polarització és un vector tangent a l'esfera. Anar a l'espai d'impuls és equivalent a prendre el mapa de Gauss. No hi ha forces que puguin fer girar la polarització, només la restricció de romandre tangent a l'esfera. Així, la polarització pateix un transport paral·lel, i el canvi de fase ve donat per l'angle sòlid tancat (veure el gir, que en cas de llum és 1).